# Mistrzostwa Wspólnoty Narodów w boksie 2010
Mistrzostwa Wspólnoty Narodów w boksie 2010 − 6. edycja mistrzostw Wspólnoty Narodów w boksie. Rywalizacja miała miejsce w Nowym Delhi. Zawodnicy rywalizowali w 10. kategoriach wagowych. Zawody trwały od 12 do 17 marca.

## Medaliści
| Kategoria wagowa              | Złoto            | Srebro              | Brąz                               |
| Waga papierowa (-49 kg)       | Amandeep Singh   | Peter Mungai        | Bathusi Mogajane Fuad Mohd Redzuan |
| Waga musza (-52 kg)           | Suranjoy Singh   | Olivier Lavigilante | Andrew Selby P.D. Suresh           |
| Waga piórkowa (-56 kg)        | Iain Weaver      | Manju Wanjarachchi  | Bruno Julie Tirafalo Seoko         |
| Waga lekka (-60 kg)           | Jai Bhagwan      | Valentino Knowles   | Joseph Ndungu Danny Phillips       |
| Waga lekkopółśrednia (-64 kg) | Scott Cardle     | Chris Jenkins       | Hashim Petro Richarno Colin        |
| Waga półśrednia (-69 kg)      | Fred Evans       | Moabi Mothiba       | Callum Smith Nivesh Gyadin         |
| Waga średnia (-75 kg)         | Vijender Singh   | Frank Buglioni      | Selemani Kidunda Nathan McEwen     |
| Waga półciężka (-81 kg)       | Dinesh Kumar     | Callum Johnson      | Leonard Machichi Rodney Prosper    |
| Waga ciężka (-91 kg)          | Simon Vallily    | Elly Ajowi          | David Aloua Stephen Simmons        |
| Waga superciężka (+91 kg)     | Paramjeet Samota | Joseph Parker       | Fraser Clarke Ross Henderson       |